# Sven Hansson
Sven Hansson   (Suècia, 1912 - 1971) va ser un esquiador de fons suec que va competir durant la dècada de 1930. En el seu palmarès destaca una medalla de bronze al Campionat del Món d'esquí nòrdic de 1938, la Vasaloppet de 1936 i un títol nacional.